# Símbolos de Morelia

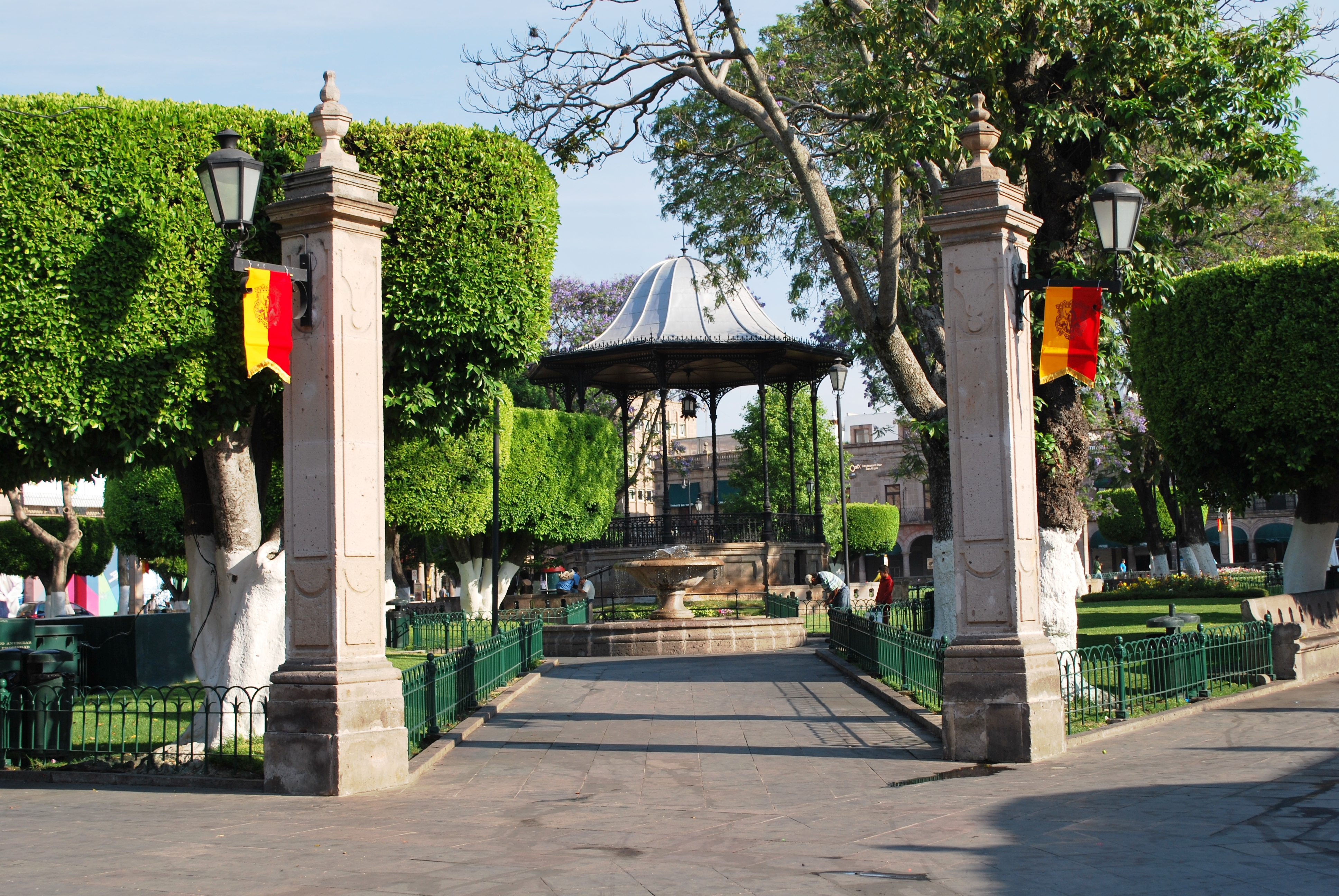
La bandera de la ciudad de Morelia (al fondo) en los gallardetes de la plaza de armas.

Los Símbolos de la ciudad de Morelia, son el emblema representativo de este municipio del estado mexicano del estado de Michoacán. Datan del año de 1539 y desde 1989, la imagen de estos símbolos está representada por el escudo de armas de la ciudad, el cual ha inspirado en los monarcas del Reino de España durante la fundación de la ciudad de Valladolid, dentro del valle purépecha de Guayangareo. Otro símbolo oficial de la ciudad es la bandera de Morelia, que data del periodo colonial, usada por el ayuntamiento, posteriormente los colores de la bandera han sido retomados dentro de un nuevo blasón que representa los colores de la ciudad capital. Morelia cuenta con un himno municipal, es otro símbolo oficial que destaca en eventos cívicos importantes de la municipalidad michoacana.
La ciudad de Morelia tiene otros símbolos; mismos, que representan como íconos muy bien reconocidos por los ciudadanos, como la Catedral de Morelia, la Fuente de las Tarascas y el Acueducto de Morelia, monumentos históricos emblemáticos que representan a la ciudad capital del estado de Michoacán de Ocampo.

## Escudo
El escudo de armas del municipio de Morelia está conformado por tres cuarteles de campos de oro, cada uno con un rey vestidos de púrpura con un cetro en las manos. En la parte superior lleva una corona real con trascoles de pedrería azul, rojas y verdes y en las orlas lleva follaje de negro y oro con trascoles. Se piensa que las tres personas coronadas representan a Carlos V, a su hermano Maximiliano y a su hijo Felipe ll, cuya memoria se quiso conservar dentro del escudo de la ciudad de Valladolid, de la provincia de Michoacán.

### Galería

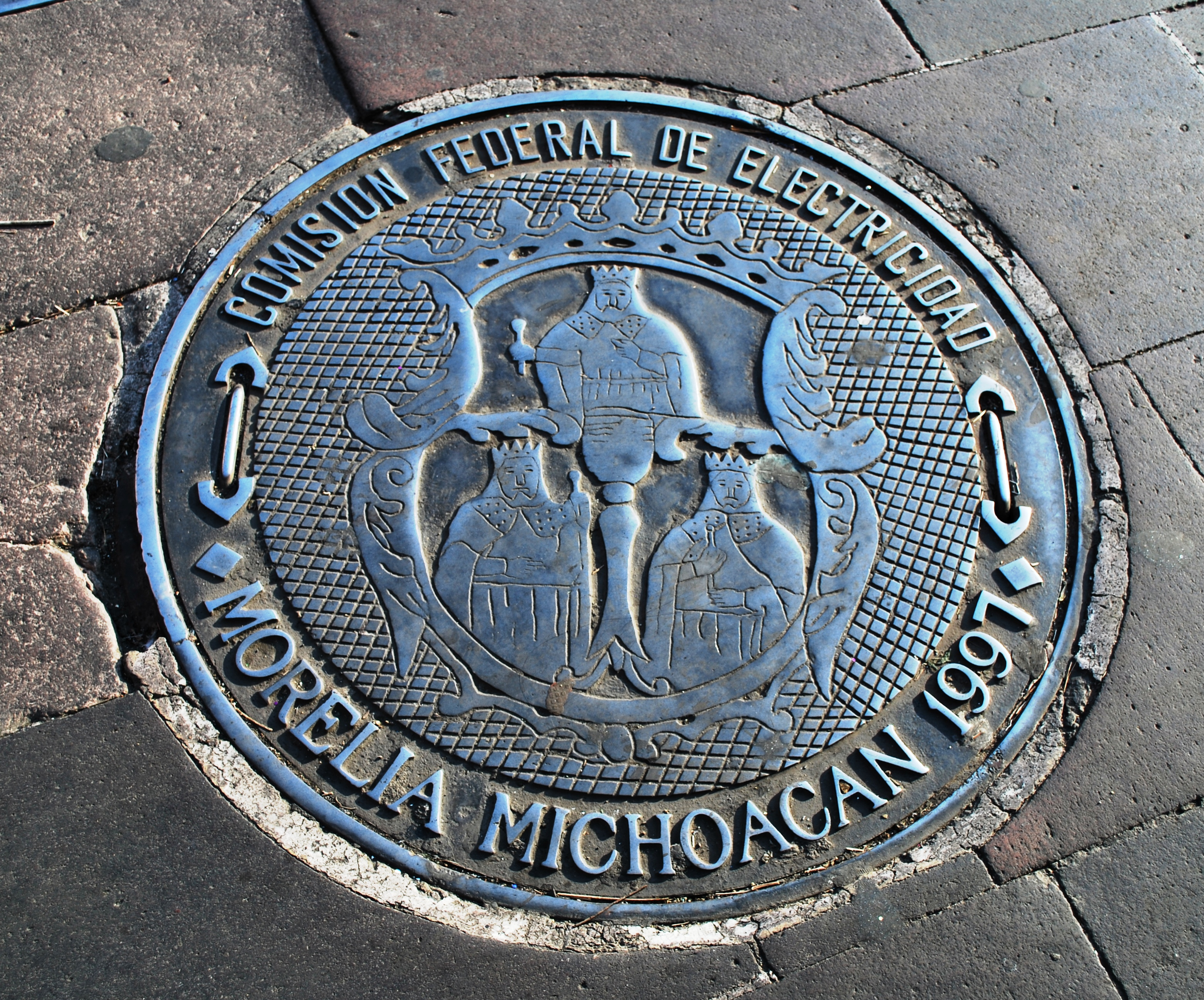
Escudo de armas de la ciudad de Morelia en la tapa de registro eléctrico.

## Bandera
La bandera de la ciudad de Morelia es el emblema que representa a esta ciudad y es utilizado por el Ayuntamiento como símbolo representativo del municipio michoacano.
Dicha bandera está conformada por una franja horizontal amarilla, que ocupa la mitad superior, y una franja horizontal roja y en la parte central lleva el escudo de armas de la ciudad concebido por el virrey Antonio de Mendoza. Esta es la bandera oficial de la ciudad y es reconocida solo dentro del municipio, ya que en México las banderas para ciudades solo se contemplan en los bandos municipales como la estructura legal más importante.
El significado de los colores de la bandera de Morelia son los siguientes:
- Oro: (amarillo).
- Gules: (rojo).

El oro gualdo y el gules de la bandera de Morelia son los mismos colores de la bandera de España, y muestra las fuertes raíces hispanas de la capital michoacana que antiguamente se llamaba Valladolid y que actualmente se nombra como la ciudad de Morelia.

### Historia
El pendón fue adoptado en el año de 1625 siendo los colores la nueva ciudad de Valladolid con los colores de Reino de España.
Con la caída del gobierno de España, el 19 de marzo de 1823, fue prohibido el uso de la bandera de Valladolid debido a poseer los colores coloniales. En 1991, se retomó nuevamente el uso de la bandera de la ciudad de Morelia dentro del cabildo municipal, año que coincidió con el 450 aniversario de la fundación de la ciudad. 
En el año de 1999, el equipo de fútbol "Atlético Morelia", retoma los símbolos de la ciudad de Morelia para el escudo y bandera del equipo, aparecen allí las figuras de tres reyes y el territorio del estado de Michoacán. El antiguo escudo de armas y los colores de la bandera surgen a finales del siglo XVI, de la Real Cédula expedida por el rey Carlos I de España, en donde otorgó al Virrey Antonio de Mendoza, para dotar de blasón a la antigua ciudad de Valladolid, en Michoacán.
En el año 2020, se colocó una bandera municipal monumental para celebrar los 479 años de la fundación de la ciudad.
| Evolución de la Bandera de Morelia |                     |                                                                            |
| Años                               | Bandera Municipal   | Información relevante                                                      |
| 1625-1823                          | Bandera de Morelia. | (4:7) Primera Bandera de la ciudad de Valladolid. Adoptada en el año 1625. |
| 1991-2015                          | Bandera de Morelia. | (4:7) Primer Bandera de la ciudad de Morelia. Adoptada en el año 1991.     |
| 2015-                              | Bandera de Morelia. | (4:7) Segunda Bandera de la ciudad de Morelia. Adoptada en el año 2015.    |

## Himno
El himno fue compuesto por Sara Malfavón, poeta de la ciudad mexicana de Morelia.

### Letra
Himno a Morelia
[Coro]

A Morelia entusiastas cantemos

en un Himno sonoro y triunfal;

y a los cuatro confines llevemos

de su historia la fecha inmortal.

[Estrofa I]

Sobre el dorso sutil de una loma

oriflama en la puesta del sol

te levantas cual grácil paloma,

inundada de tenue arrebol…

A la luz de la tibia mañana

tu silueta parece emerger

como copia de fiel Castellana

que conserva su estirpe de ayer.

[Estrofa II]

Circuindada de valles y montes

Atalayas que guardan tu honor

en tus ansias de ampliar horizontes

vas en pos de un progreso mayor.

Y a la voz de ese afán ya se escucha

cual si fuese una dulce canción,

en un canto armonioso de Lucha

que es Trabajo, Cultura y Acción.

[Estrofa III]

Son tus torres y cúpulas unas

raras joyas que irradian su luz

en las noches calladas y brunas

semienvueltas en denso capuz..

Y tus viejos rincones en calma

do el recuerdo parece temblar,

son remansos tranquilos que el alma

invitándola están a soñar.

[Estrofa IV]

Tú le diste su cuna a Morelos

y Morelos su nombre te dio…

y en la comba auroral de tus cielos

como Hidalgo un Ocampo surgió.

Tus poetas y sabios te dieron

de sus triunfos el fresco laurel

y a tus plantas, Señora, pusieron

lira y pluma, paleta y pincel.

[Estrofa V]

Loor y pres al Virrey de Mendoza

que al fundarte dos razas unió,

para él esta estrofa que glosa

cuatro siglos que el tiempo guardó.

Loor a él, repitamos en coco,

al compás de un acorde marcial

y guardemos con letras de oro

esta fecha de limpio historial.

## Otros símbolos

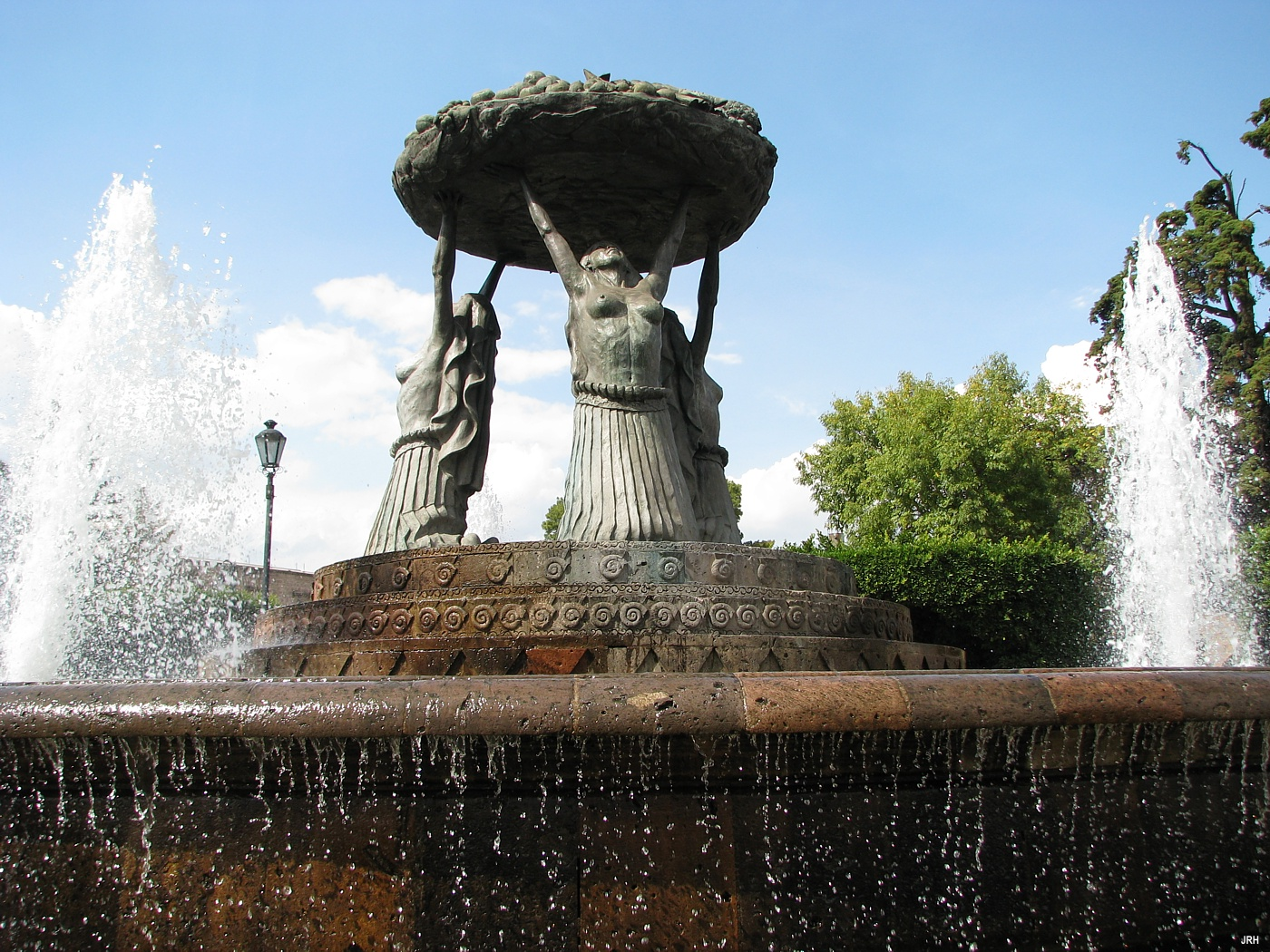
Fuente de Las Tarascas.

Los símbolos más importantes de la ciudad Morelia son la Catedral de Morelia, la Fuente de las Tarascas y el Acueducto de Morelia, monumentos emblemáticos e hitos de referencia de la ciudad capital.
Entre los símbolos representativos de gastronomía moreliana, están la corundas, las morelianas y los ates.